# 派翠克·歐布萊恩
派翠克·菲兹杰拉德·歐布萊恩二世（1986年6月20日—），美國男子籃球運動員。他在2006年NBA選秀第1輪第9順位被金州勇士選中。曾經在金州勇士、波士頓塞爾提克、多倫多暴龍打過球，也曾被下放NBA發展聯盟，並在歐洲、拉丁美洲、亞洲等世界各地打過球。

## 大學生涯
歐布萊恩在布萊德利大學打了兩年球，並帶領校隊於2006年NCAA男子第一級籃球錦標賽 打進16強，而在之後輸給了曼非斯大學. 他爆發性的表現率領球隊打敗傳統強權堪薩斯大學及匹茲堡大學，同時也吸引了NBA球探們的注意。但在2005年年底，歐布萊恩因收受不當所得被NCAA禁賽8場，2006年4月22日，歐布萊恩宣佈要參加2006NBA選秀，但他並未聘請經紀人使得他有資格重返大學，然而歐布萊恩在5月時宣佈聘請Andy Miller作為他的經紀人，並正式參加選秀。

### 大學生涯數據
| 賽季    | 球隊    | GP | GS | MPG | FG%  | 3P%  | FT%  | RPG | APG | SPG | BPG  | PPG  |
| ------- | ------- | -- | -- | --- | ---- | ---- | ---- | --- | --- | --- | ---- | ---- |
| 2004-05 | Bradley | 27 | 26 |     | .557 | .000 | .701 | 7.4 | .6  | .89 | 3.1  | 10.0 |
| 2005-06 | Bradley | 25 | 21 |     | .552 | .000 | .676 | 8.2 | .8  | .88 | 2.88 | 13.4 |

## 職業生涯

### 金州勇士
2006年6月28日，歐布萊恩被勇士選中，但在9月6日被診斷中右腳骨折，並休息6週，預計於2006-2007 NBA賽季上場。
2006年12月30日歐布萊恩被下放至發展聯盟，同時也是第一位於樂透區被選中，卻被下放至貝克斯菲爾德果醬的球員。2007年2月19日，他被重新召回NBA，勇士隊的時任教練唐·尼爾森提到對他的看法："I told him if he goes down to the D-League and isn't a dominant player, there should be red flags all over the place, and he should be the first to notice. He's not only not dominating, he's not playing very well. He's a long-term project. I really liked him the first week of training camp, but I assumed there would be great progress. [...] He hasn't gotten better one bit."
（我告訴過他如果他到了發展聯盟還不能夠打出具有統治力的表現，他就會被我們放棄，這點他自己也應該清楚。但他不僅不具統治力且沒有打出像點樣的成績。他是一個需要長久培養的球員，我在訓練營的前一週還真的很喜歡他。不過現在來看，他真是一點長進都沒有。）
在2007-08 NBA賽季之前，勇士隊決定執行他的第三年選項，使得歐布萊恩在這球季結束之後成為無限制自由球員，2008年3月10日，他與貝克斯菲爾德果醬重新簽約，然而他之後又被重新召回勇士隊並打了剩下的比賽。

### 波士頓塞爾提克
2008年7月11日，歐布萊恩與波士頓塞爾提克簽訂2年312萬元的合約。他與球隊的良好效應並被預期成為肯德里克·帕金斯的替補。

### 多倫多暴龍
2009年2月19日，歐布萊恩在一場三方交易中被交易到多倫多暴龍

### 福建鱘
2010年9月，歐布萊恩 福建鱘籃球俱樂部簽訂合約並加入中國男子籃球職業聯賽，但在不久後就被球隊以「季前表現不佳」、「練習怠惰」等理由釋出。

### 雷諾大角羊
2011年1月10日，歐布萊恩與雷諾大角羊簽約。

### BC里塔斯
2011年8月，他與Kavala B.C.簽約。

### 梅亞圭茲印第安人
2012年2月，他與梅亞圭茲印第安人簽約。

### 雷諾大角羊
2013年1月16日，歐布萊恩重回雷諾大角羊之後他的合約在1月30日被買斷。他之後加入Lietuvos rytas。雖然一開始被定位為主力中鋒，但出場時間卻漸漸減少，最終在5月6日遭到釋出。

### 夏洛特山猫
2013年9月，歐布萊恩與夏洛特山猫簽約但很快的在10月23日遭到球隊揮棄。

### 台灣啤酒
2013年11月，歐布萊恩與台灣啤酒以稅後月薪2萬美元簽約加入超級籃球聯賽。且在臺灣打出亮眼成績，奪得超級籃球聯賽得分王與12月份MVP，在此球季結束後離開臺灣。
2014年，歐布萊恩與台啤簽約，再次加入超級籃球聯賽。
2014年12月29日的「賽後」為了抗議裁判哨音尺度，出現砸球、砸椅子的情形。
雖然歐布萊恩能內能外，擁有宰制全場的能力，但有時過於懶散，最終更導致台啤在3:1大好優勢下被衛冕軍璞園翻盤。
2015年暑假，歐布萊恩第3度來台為台啤效命，表現得更加積極，最終台啤4:2斬斷璞園連霸，歐布萊恩也奪下FMVP，賽後更滿意的說想續留台啤。
2016年11月，歐布萊恩被台灣啤酒釋出。

### 聖赫爾曼競技
第十一季超級籃球聯賽結束後，他與聖赫爾曼競技簽約。

### 北港巴塘碼頭
2015年4月，歐布萊恩與菲律賓籃球協會北港巴塘碼頭簽約，但很快的在5月中旬遭到球隊揮棄。

## 生涯數據

### 例行賽
| 賽季     | 球隊           | GP | GS | MPG  | FG%  | 3P%  | FT%  | RPG | APG | SPG | BPG | PPG |
| -------- | -------------- | -- | -- | ---- | ---- | ---- | ---- | --- | --- | --- | --- | --- |
| 2006–07  | 金州勇士       | 16 | 0  | 7.4  | .313 | .000 | .647 | 1.3 | .6  | .4  | .5  | 1.9 |
| 2007–08  | 金州勇士       | 24 | 0  | 4.1  | .552 | .000 | .600 | 1.2 | .2  | .2  | .4  | 1.5 |
| 2008–09  | 波士頓塞爾提克 | 26 | 0  | 4.2  | .516 | .000 | .667 | 1.3 | .3  | .1  | .3  | 1.5 |
| 2008–09  | 多倫多暴龍     | 13 | 3  | 11.3 | .547 | .000 | .375 | 2.5 | .2  | .2  | .8  | 4.7 |
| 2009–10  | 多倫多暴龍     | 11 | 0  | 4.6  | .533 | .000 | .500 | 1.0 | .1  | .2  | .4  | 1.7 |
| 生涯總計 | 生涯總計       | 90 | 3  | 5.8  | .494 | .000 | .583 | 1.4 | .3  | .2  | .4  | 2.1 |

### SBL

#### 例行賽
| 年度      | 球隊     | 上場次數 | 2分命中率 | 3分命中率 | 罰球命中率 | 籃板 | 助攻 | 阻攻 | 得分 |
| --------- | -------- | -------- | --------- | --------- | ---------- | ---- | ---- | ---- | ---- |
| 2013–2014 | 台灣啤酒 | 28       | .462      | .257      | .713       | 13.7 | 1.8  | 2.4  | 20.3 |
| 2014–2015 | 台灣啤酒 | 28       | .469      | .302      | .669       | 13.7 | 2.2  | 1.6  | 19.8 |
| 2015–2016 | 台灣啤酒 | 29       | .408      | .329      | .678       | 13.5 | 3.0  | 1.8  | 17.3 |

#### 季後賽
| 年度      | 球隊     | 上場次數 | 2分命中率 | 3分命中率 | 罰球命中率 | 籃板 | 助攻 | 阻攻 | 得分 |
| --------- | -------- | -------- | --------- | --------- | ---------- | ---- | ---- | ---- | ---- |
| 2013–2014 | 台灣啤酒 | 7        | .411      | .200      | .738       | 11.6 | 1.7  | 0.4  | 21.1 |
| 2014–2015 | 台灣啤酒 | 14       | .450      | .165      | .697       | 11.1 | 2.4  | 2.4  | 18.8 |
| 2015–2016 | 台灣啤酒 | 11       | .545      | .436      | .813       | 16.8 | 1.7  | 2.2  | 23.4 |

## 球員特色
歐布萊恩擁有7呎6吋的驚人臂展，使他在大學時就展現驚人的阻攻能力，為連續兩年在密蘇里谷聯賽的阻攻王。同時也是不錯的籃板手，在進攻時也會使用勾射等低位進攻技巧。缺點在於打球的態度上時有不好的傳聞。

## 外部連結
- 派翠克·歐布萊恩在fiba.basketball（英语）
- 派翠克·歐布萊恩在NBA官網（英语）
- 派翠克·歐布萊恩在NBA G聯盟官網（英语）
- 派翠克·歐布萊恩在希腊篮球甲级联赛官網（希腊语）
- 派翠克·歐布萊恩在超級籃球聯賽官網
- 派翠克·歐布萊恩在Basketball-Reference.com（NBA）（英语）
- 派翠克·歐布萊恩在Basketball-Reference.com（NBA G聯盟）（英语）
- 派翠克·歐布萊恩在Basketball-Reference.com（國際）（英语）
- 派翠克·歐布萊恩在Sports-Reference.com（NCAA）（英语）
- 派翠克·歐布萊恩在ESPN（NBA）（英语）
- 派翠克·歐布萊恩在Eurobasket.com（球員）（英语）
- 派翠克·歐布萊恩在Proballers（英语）
- 派翠克·歐布萊恩在RealGM（球員）（英语）